# Dom po sąsiedzku
Dom po sąsiedzku (hiszp. La Casa de al Lado) – amerykańska telenowela z 2011 roku. Wyprodukowana przez wytwórnię Telemundo.
Telenowela jest emitowana m.in. w Stanach Zjednoczonych przez kanał Telemundo.

## Obsada
| Aktor               | Bohater                                                                       |
| ------------------- | ----------------------------------------------------------------------------- |
| Maritza Rodríguez   | Pilar Arismendi                                                               |
| Gabriel Porras      | Gonzalo Ibáñez / Gonzalo Acosta Errazuriz / Iñaki Mora                        |
| Catherine Siachoque | Ignacia Conde Spencer                                                         |
| Miguel Varoni       | Javier Ruiz                                                                   |
| Jorge Luis Pila     | Matías Santa María Hurtado                                                    |
| David Chocarro      | Adolfo Acosta Errazuriz – Ismael Mora / Leonardo Acosta Errazuriz – Iván Mora |
| Daniel Lugo         | Renato Conde Valdivieso                                                       |
| Felicia Mercado     | Eva Spencer                                                                   |
| Karla Monroig       | Rebeca Arismendi                                                              |
| Henry Zakka         | Igor Mora                                                                     |
| Orlando Fundichely  | Sebastián Andrade                                                             |
| Ximena Duque        | Carola Conde Spencer                                                          |
| Gabriel Valenzuela  | Emilio Сonde Spencer                                                          |
| Sofía Lama          | Hilda González                                                                |
| Rosalinda Rodríguez | Karen Ortega                                                                  |
| Héctor Fuentes      | Nibaldo González                                                              |
| Vivian Ruiz         | Yolanda Sánchez                                                               |
| Alexandra Pomales   | Andrea Ruiz                                                                   |
| Andrés Cotrino      | Diego Ruiz                                                                    |

### Drugoplanowe role
| Aktor                    | Bohater                  |
| ------------------------ | ------------------------ |
| Adela Romero             | Teresa Sandoval          |
| Adriana Oliveros         | Carmen                   |
| Arianna Coltellacci      | Marisol Merino           |
| Ariel Texido             | Danilo Salas             |
| Carlos Cuervo            | Iñaki Mora               |
| Carlos Farach            |                          |
| Carlos Fontané           | Ricardo Merino           |
| Casey Carys              | Carola Conde             |
| Cristina Figarola        | Rosa Munita Yen          |
| Eduardo Wasveiler        |                          |
| Eslover Sánchez-Baquero  |                          |
| Fernando Cermeño Sánchez | Pablo López              |
| Fidel Pérez Michel       | Dr. Alfonso              |
| Gerardo Riveron          | Pedro Martínez           |
| Hector Alejandro         |                          |
| Isaniel Rojas            | Efraín Donoso Santibáñez |
| Itzel Ramos              |                          |
| Jeinny Lizarazo          | Olga                     |
| Juan Cepero              | Mario                    |
| Martha Pabón             | Mabel Vergara            |
| Miguel Augusto Rodríguez | Omar Blanco              |
| Mildred Quiroz           |                          |
| Nini Vásquez             | Lidia                    |
| Omar Robau               |                          |
| Paulina Gálvez           | Adivina                  |
| Rayner Garranchan        |                          |
| Ramon Morell             | Antonio                  |
| Roberto Javier           | Victor Santelicez        |
| Tomas Doval              |                          |
| Xavier Pozo              |                          |
| Jose Contreras           | Jose Vergara             |